# Абуталимов, Темирлан Умарович
Темирлан Умарович Абуталимов (род. 2 мая 1997, Темираул, Хасавюртовский район, Дагестан, Россия) — российский военнослужащий, командир штурмовой роты. Герой Российской Федерации (2023). Старший лейтенант.

## Биография
Является уроженцем селения Темираул Хасавюртовского района Дагестана. До 10 лет учился в кизилюртовской средней школе номер 7, после чего его семья переехала в Махачкалу. С 6 класса учился в махачкалинской гимназии № 17. По окончании гимназии поступил на юридический факультет Дагестанского государственного университета. Во время учёбы в Махачкале занимался тайским боксом у Анварбека Амиржанова, был кандидатом в мастера спорта России. В 2019 году после окончания университета пошёл в армию, срочную службу проходил в мотострелковой роте в Брянской области. В 2020 году вернувшись из армии поступил заочно в магистратуру, работал следователем в Хасавюртовском ГОВД. 
В сентябре 2022 года после объявления частичной мобилизации в России принял решение в качестве добровольца принять участие во вторжении России на Украину. Подготовку проходил в войсковой части в городе Шали. Командовал мотострелковой ротой после смерти своего командира Евгения Груздева — Героя России. 7 ноября 2023 года стало известно, что Абуталимов награждён орденом Мужества. 19 декабря 2023 года стало известно, что ему присвоено звание Герой Российской Федерации. В тот же день он получил награду «Золотая Звезда» Героя России в Национальном центре управления обороной от Верховного Главнокомандующего Владимира Путина.

## Уголовное преследование
Главное управление разведки МО Украины подозревает Абуталимова в совершении военного преступления: соучастие в расстреле четырёх украинских военнопленных под Работино Запорожской области Украины в мае 2024 года.

## Личная жизнь
По национальности — кумык. 
Мать: Мадина, брат: Нариман.

## Награды и звания
- Герой Российской Федерации (2023).
- Орден Мужества (2023).
- Орден «За заслуги перед Республикой Дагестан» (2023).
- Орден Мужества (2024).
- Медаль "За храбрость" (2023).